# Olimpo Mariotti
Olimpo Mariotti   (Florència, 1813 - 1868) fou un compositor italià.
En la seva vila nadiua va ser professor de cant, i el 1860 se'l nomenà secretari de l'Institut musical de la seva ciutat natal.
És autor de l'opereta titulada La casa disabitata, del oratori Giuda Maccabeo, d'una missa de Rèquiem, moltes cantates, i una biografia de Rossini.